# 펄 쿡북
《펄 쿡북》(Perl Cookbook, ISBN 0-596-00313-7)은 펄의 일반적이고 짧은 작업들에 대한 해결책을 담고있는 책이다. 각 장은 특정한 주제("Strings", "Ties, Objects, Classes", "CGI")를 다루고 있으며 특정 문제("단어나 문자별로 문자열 뒤집기", "오버라이드된 메소드에 접근하기", "쿠키 관리하기")에 대한 다수의 레시피로 나뉜다. 각 레시피는 4개의 부분(문제, 해결책, 토론, 더 보기)으로 나뉜다.
펄 쿡북은 Tom Christiansen과 Nathan Torkington이 썼으며 오라일리에 의해 출판되었다. 펄 쿡북은 PLEAC(Programming Language Examples Alike Cookbook) 웹사이트에 영향을 주었으며 펄 쿡북의 여러 코드 부분을 다른 언어로 변환해놓았다: 파이썬, 루비, Guile, Tcl, 자바 등. 오라일리는 펄 쿡북의 포맷에 영향을 받은 다른 쿡북들도 출판하였는데 여기에는 자바 쿡북, 파이썬 쿡북, CSS 쿡북, PHP 쿡북이 포함된다.
이 책과 관련된 다른 책들로는 러닝 펄(Learning Perl), 어드밴스트 펄 프로그래밍(Advanced Perl Programming)이 있다.

## 반응
펄 쿡북은 "펄에 관한 완벽한 책", "최고의 펄 그랩백(Perl Grabbag)",, "펄 스킬의 고급 개발을 위한 필수적인 책"으로 평가되었다.

## 판 이력
- 제1판 (1998; 794쪽; ISBN 1-56592-243-3)
- 제2판 (2003; 964쪽; ISBN 0-596-00313-7)